# Ifrån döden uppstod Jesus
Ifrån döden uppstod Jesus är en psalm med text skriven 1919 av Aimee Semple McPherson och musiks skriven av Charles H. Gabriel.

## Publicerad i
- Segertoner 1988 som nr 376 under rubriken "Fader, son och ande - Anden, vår hjälpare och tröst".[1]